# Ammotrypane chaetifera
Ammotrypane chaetifera är en ringmaskart som beskrevs av Hartman 1965. Ammotrypane chaetifera ingår i släktet Ammotrypane och familjen Opheliidae. Inga underarter finns listade i Catalogue of Life.